# Air Mauritius
A  Air Mauritius  é uma companhia aérea da Maurícia. Sua sede é na Air Mauritius Centre na cidade de Port Louis, Maurícia. Seu Hub principal é no Aeroporto Internacional Sir Seewoosagur Ramgoolam.
A companhia é considerada a quarta maior da África subsariana, ela possui uma grande importância no comércio Europeu, Áfricano e no Oceano Índico. A Air Mauritius ganhou "2011 Indian Ocean Leading Airline Prize", sendo sua sétima vez consecutiva a ganhar o prêmio. Em Outubro de 2017 a empresa recebeu seu primeiro Airbus A350-900, o que permitirá voos de longos alcances.

## Frota
Em 11 de Janeiro de 2024 a frota da empresa era composta por:
| Modelo             | Quantidade |
| ------------------ | ---------- |
| Airbus A330-200    | 2          |
| Airbus A330-900Neo | 2          |
| Airbus A350-900    | 4          |
| ATR 72-500         | 3          |
| ATR 72-600         | 1          |
| Total              | 12         |

## História
A companhia foi criada em 14 de junho de 1967, pela Air France, pela empresa BOAC e o Governo da Maurícia, cada um com 27.5%; a sobra ficou pertencendo a Rogers & Co. Ltd., a agente geral de vendas da Air France e BOAC na Maurícia.